# Lázaro Cárdenas (Michoacán)
Lázaro Cárdenas – miasto portowe w zachodnim Meksyku, w stanie Michoacán. Miasto leży w pobliżu granicy ze stanem Guerrero, w miejscu gdzie Río Balsas uchodzi do Oceanu Spokojnego. Liczba mieszkańców miasta w 2005 roku wynosiła 74 884 osób. W mieście rozwinął się przemysł metalurgiczny oraz metalowy.

## Historia
Rejon Lázaro Cárdenas zamieszkały był na długo przed przybyciem Hiszpanów. Zamieszkiwali je Indianie z grupy Purepecha, choć obserwuje się również wpływy grup Nahua. Hiszpanie po przybyciu pod wodzą najpierw Hernána Cortésa i później Gonzalo de Umbría traktowali rejon jako miejsce wypadowe w góry w poszukiwaniu złota. 
Wieś i miasteczko Los Llanitos (pierwotna nazwa miasta) przez stulecia rozwijało się bardzo powoli. Po podziale administracyjnym w 1875 roku miasteczko należało do gminy Artega. W roku 1932 z gmin Artega i Ocampo wydzielono nową gminę której siedzibą było Los Llanitos. W 1947 gubernator stanu Michoacán dla uczczenia pamięci Lázaro Cárdenas del Río, byłego prezydenta Meksyku przemianował miasto i gminę na obecną nazwę.

## Gmina Lázaro Cárdenas
Gmina ma powierzchnię 1 160,24 km² co stanowi tylko 1,97% powierzchni stanu Michoacán. Gmina ma głównie charakter rolniczy a podstawą jest uprawa kukurydzy, fasoli, sezamu oraz hodowla bydła. Na wybrzeżu duże znaczenie ma także rybołówstwo. Najczęściej łowionymi gatunkami są: czerwony lutjanus, żarłacz szary i inne rekiny, pagrus różowy, atun, langusty, małże i krewetki.
Ze względu na położenie rejon ma duże znaczenie turystyczne z wciąż rozbudowującą się infrastrukturą w pobliżu najbardziej znanych Playa Azul i Caleta de Campos.